# Nie muszę musieć
Nie muszę musieć to singel zespołu Voo Voo promujący album XX Cz.1.

## Lista utworów
| 1. | "dusza rusza"                          | 2:24  |
|    | muz. i sł. W. Waglewski                |       |
| 2. | "nie muszę musieć"                     | 3:48  |
|    | muz. i sł. W. Waglewski                |       |
| 3. | "państwo się znudziło"                 | 4:00  |
|    | muz. M.Pospieszalski, sł. W. Waglewski |       |
| 4. | "kula hula"                            | 3:51  |
|    | muz. i sł. W. Waglewski                |       |
| 5. | "funfara"                              | 1:31  |
|    | muz. M.Pospieszalski                   |       |
|    |                                        | 15:34 |
|    |                                        |       |

## Muzycy
- Wojciech Waglewski - gitary, tampura, syntezatory, śpiew
- Mateusz Pospieszalski - saksofony, instrumenty klawiszowe, harmonium, śpiew
- Karim Martusewicz - bas, kontrabas
- Piotr "Stopa" Żyżelewicz - perkusja

W utworze Kula hula zaśpiewali: Marysia Peszek, Lech Janerka, Muniek Staszczyk, Mateusz Pospieszalski, Maciej Januszko, Adam Burzyński, Andrzej Mazurek, Robert "Świergol" Świerczyński oraz studentki Karima Martusewicza z Krakowskiej Szkoły Jazzu i Muzyki Rozrywkowej: Gosia Auron, Paulina Toporowska, Magda Falfus.

## Pozostałe osoby
- Realizacja nagrań, mix: Piotr "Dziki" Chancewicz Media Studio
- Edycja: Przemek Nowak, Robert "Świergol" Świerczyński - Media Studio
- Mastering: Jacek Gawłowski
- Menadżer produktu: Paweł Kuczyński
- Projekt okładki: Jarosław Koziara